# Vanillotoxine
Vanillotoxine (VaTx) sind schmerzauslösende Neurotoxine, die von der Vogelspinne Psalmopoeus cambridgei gebildet werden.

## Eigenschaften
Vanillotoxine dienen als schmerzauslösende Toxine den Spinnen zur Abwehr von Feinden. Vanillotoxine sind Peptide, die den spannungsgesteuerten Calciumkanal TRPV1 (englisch Transient Receptor Potential Cation Vanilloid) in primären sensorischen Neuronen dauerhaft aktivieren. Neben den Vanillotoxinen wird der Ionenkanal TRPV1 auch durch Capsaicin, durch einen pH-Wert von unter sechs oder durch hohe Temperaturen aktiviert. TRPV1 gehört zu den Vanilloid-Rezeptoren, woher auch die Bezeichnung Vanillotoxine stammt.
Als Vanillotoxine wurden bisher Tau/kappa-Theraphotoxin-Pc1a (VaTx-1, 35 Aminosäuren, Uniprot P0C244, EC50 12 μM), Tau-Theraphotoxin-Pc1b (VaTx-2, 35 Aminosäuren, Uniprot P0C245, EC50 2,5 μM) und Tau-Theraphotoxin-Pc1c (VaTx-3, 34 Aminosäuren, Uniprot P0C246, EC50 0,3 μM) beschrieben. Vanillotoxine besitzen eine Homologie zu den inhibitor cystine knot (ICK) Toxinen. Neben der Aktivierung des TRPV1 durch Bindung an die Pore können das Vanillotoxin-1 (VaTx-1) und -2 (VaTx-2, EC50 40 μM) zusätzlich den spannungsgesteuerten Kaliumkanal KV2.1 durch Bindung an die spannungsabhängige Proteindomäne hemmen.